# Alto Adige (zona vitivinicola)
La viticoltura in Alto Adige ha una lunga tradizione: le prime testimonianze risalgono all'epoca pre-romana.
La zona vinicola altoatesina è fortemente influenzata dal clima mediterraneo, che nella valle dell'Adige (Bassa Atesina, Oltradige, Bolzano, Terlano, Burgraviato) arriva fino a Merano. Esso rende possibile in Alto Adige una viticoltura versatile, che comprende quasi tutte le varietà di vini rossi e numerose varietà di vini bianchi. La Val Venosta e la Valle Isarco hanno un clima un po' più aspro e per questo sono zone specializzate in vini bianchi.
In Alto Adige esistono tre vitigni autoctoni: Schiava, Gewürztraminer e Lagrein.

## Zone vinicole

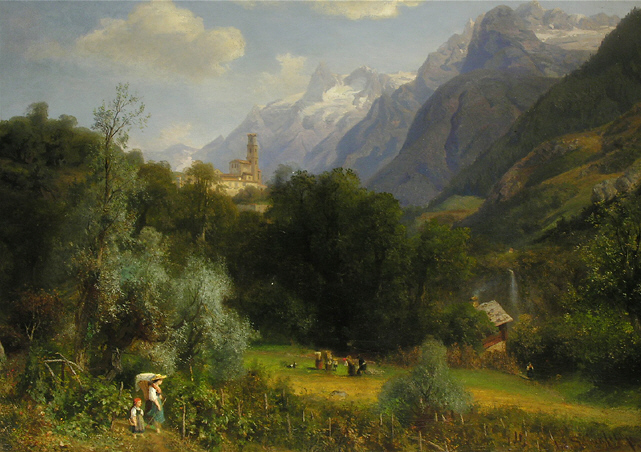
Weinernte in Südtirol (Vendemmia in Alto Adige), vista romanzata di Eduard Schönfeld, del XIX secolo

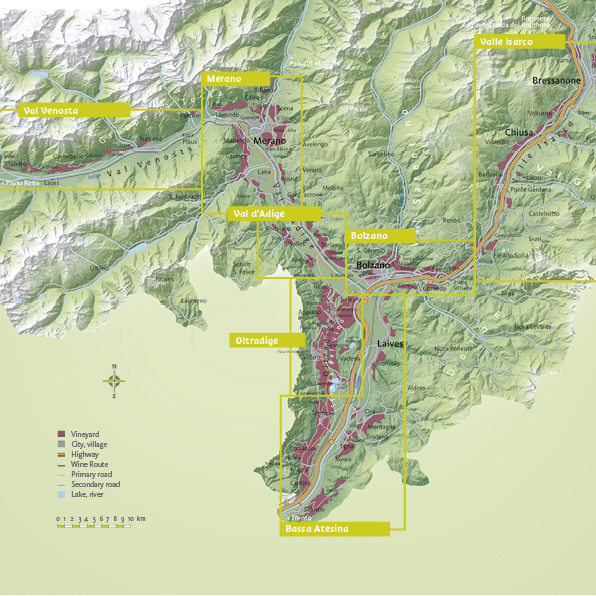
7 zone vinicole in Alto Adige

L'Alto Adige è una zona vinicola piccola, ma ricca di sfaccettature. Unico nel suo genere in Italia, l'Alto Adige è un territorio in cui crescono circa 20 varietà diverse di vite e, nell´anno 2016 con soli 5.400 ettari di superficie vitivinicola vennero prodotti 350.000 ettolitri di vino DOC. Grazie alla sua posizione geografica, tra una zona climatica di tipo alpino e una di tipo mediterraneo, e con un'altitudine da 200 fino a 1.000 metri sul livello del mare, l'Alto Adige è la più piccola zona vitivinicola d'Italia. L'Alto Adige ha un'alta densità di vini DOC, ossia di vini con denominazione d'origine controllata.
La regione vinicola altoatesina è suddivisa in 7 sottoregioni DOC: 
- “Alto Adige Merano”, che corrisponde a Merano e dintorni;
- “Alto Adige Val Venosta”, i cui vigneti si trovano a ovest di Merano e a sud di Adige;
- “Alto Adige Valle Isarco”, tra Varna e Fiè allo Sciliar;
- “Alto Adige Bolzano” a Bolzano;
- “Alto Adige Oltradige”, a ovest della foce dell'Isarco nell'Adige, e a nord del lago di Caldaro, fino a Terlano;
- “Alto Adige Bassa Atesina” a sud della precedente (strada del vino dell'Alto Adige).

Tra queste aree e al di là ci sono regioni i cui vini prendono semplicemente la denominazione “Alto Adige”. Le denominazioni di origine controllata regolano l'etichettatura dei vini altoatesini DOC secondo la loro origine e garantiscono ai consumatori, ai rivenditori, ai sommelier la provenienza del vino.
I circa 5.000 produttori di vino altoatesini consegnano la loro uva a circa 160 cantine, che producono una grande varietà di vini bianchi, rossi e spumanti, nonostante le dimensioni ridotte. Ma forse è proprio per questo che riescono a trarre il meglio dai vini, lavorando con flessibilità e creatività. Circa il 70% del vino altoatesino è vinificato in cantine sociali, il restante 25% è realizzato dall'associazione “Tenute dell'Alto Adige” e il 5% viene prodotto dai “Vignaioli indipendenti dell'Alto Adige”.

## Storia

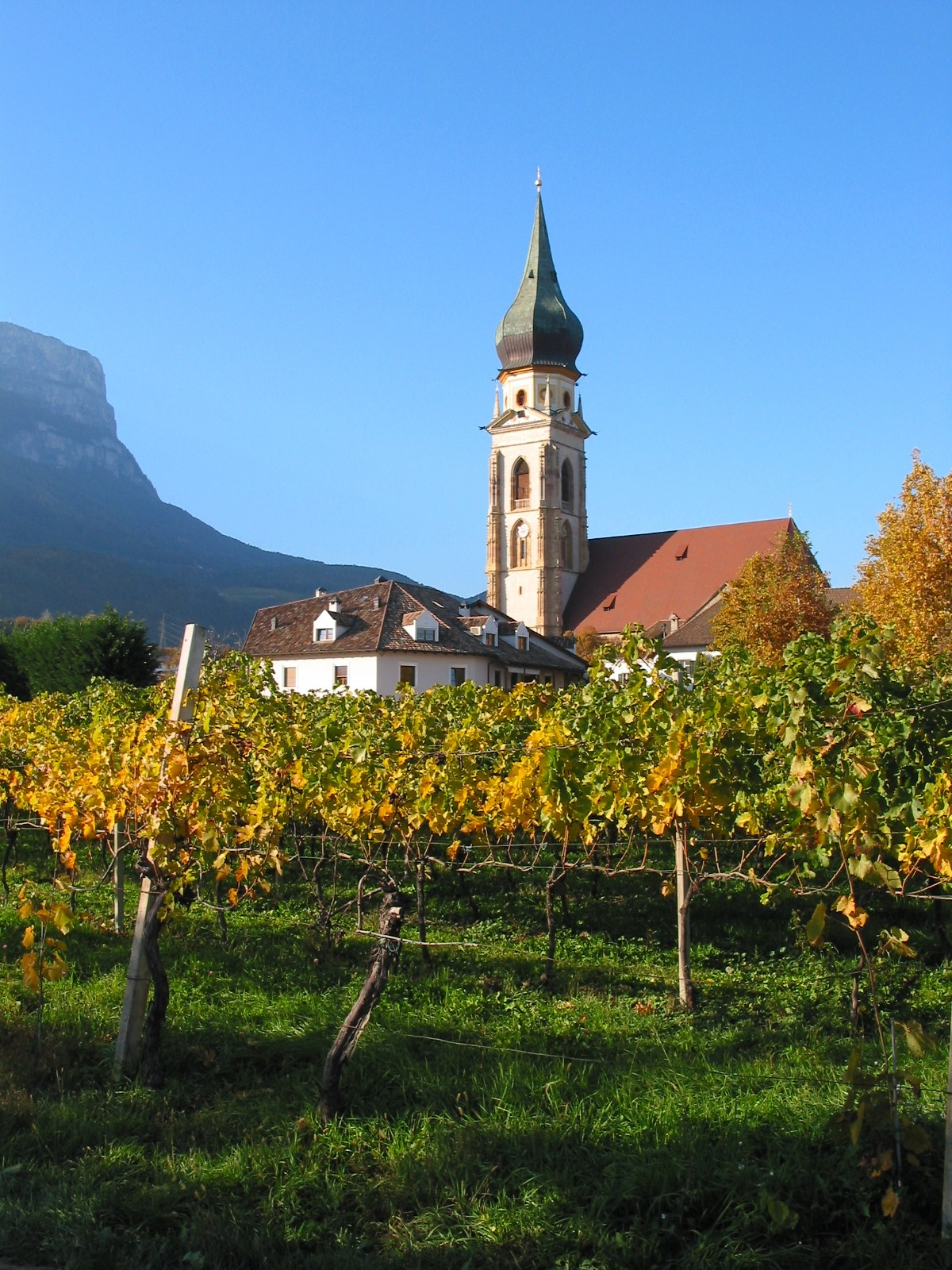
Appiano lungo la strada del vino dell'Alto Adige

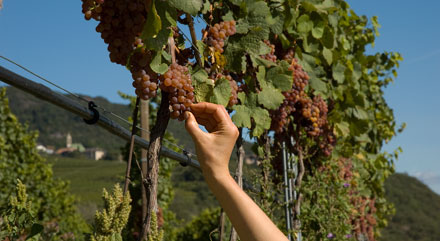
Traminer aromatico (Gewürztraminer) di Termeno

Reperti di vinaccioli risalenti all'età del ferro (Stufles presso Bressanone) e ritrovamenti archeologici databili intorno al 400 a.C. testimoniano che la viticoltura era praticata in Alto Adige già 3000 anni fa. Probabilmente le fonti più antiche risalgono a prima dei Romani e al vino prodotto dai Reti. Marco Porcio Catone nel suo De agri cultura ha messo in evidenza il vino retico, prima che il territorio venisse conquistato dai Romani. I Romani appresero dai Reti la conservazione e il trasporto del vino in botti di legno (secondo Plinio). Soprattutto Augusto e Tiberio (soprannominato “Biberio”) apprezzavano il vino retico.
Nel 720 d.C., sotto il commissario Corbinio, primo vescovo di Frisinga, i vigneti approdarono nel Burgraviato. Dal XII secolo i monasteri della Germania meridionale e gli aristocratici diedero impulso alla viticoltura.
La produzione di vino nelle cantine altoatesine fiorì alla fine del Medioevo (tra cui il laborioso impegno dei monaci agostiniani dell'Abbazia di Novacella attivi dal 1142) e durante la monarchia asburgica. La produzione e la vendita del vino si è sviluppata grazie alle attività delle famiglie di vignaioli a partire dal XIX secolo e a partire dal XX grazie alle cooperative dei produttori di vino. Nel Novecento ci furono diversi periodi critici: all'inizio a causa della fillossera, poi nel Primo Dopoguerra con la scissione dei mercati tradizionali (Austria, Ungheria e Baviera) con la repressione fascista, così come nel secondo dopoguerra. Con la produzione di massa, il settore vitivinicolo si consolidò fino agli anni '80. Negli anni '80 ci fu una grave crisi dei canali di vendita più comuni all'epoca, specialmente la vendita di vino in cisterne in Svizzera. Le cantine cambiarono la loro strategia di vendita. Si produssero più vini di qualità; l'aspetto quantitativo passò in secondo piano e oggi non ha più alcun valore. Decisivo per la viticoltura altoatesina fu il 1971, anno del ritorno alla suddivisione e classificazione delle zone vinicole con la normativa DOC. La produzione di qualità, perseguita finora con convinzione da più di 20 anni, così come la diffusione dell'imbottigliamento in bottiglie da 0,75 litri hanno procurato alla piccola zona vinicola un'ottima reputazione. Questo vale soprattutto per i vini bianchi in Italia, ma anche tra gli addetti ai lavori sui mercati internazionali.
Il museo provinciale del vino a Caldaro offre una panoramica sulla storia e sulle tecniche tradizionali di coltivazione della vite in Alto Adige.

## Coltivazione
La viticoltura in Alto Adige è particolarmente impegnativa, perché svolta spesso a mano, come vuole la tradizione e su pendii scoscesi, con metodi rispettosi dell'ambiente.
Attraverso la cosiddetta viticoltura integrata, i vignaioli altoatesini rafforzano le difese fisiologiche dei vigneti, proteggendo insetti utili e favorendone la diffusione. Severe limitazioni sulla resa e la conseguente conversione della classica pergola nel moderno allevamento a cordone migliorano la qualità delle uve.

## Varietà
Il 58% dei vini prodotti in Alto Adige sono bianchi: Pinot Grigio, Gewürztraminer, Pinot bianco e Chardonnay sono le varietà più diffuse. Si producono però anche Sauvignon, Müller-Thurgau, Sylvaner, Kerner, Riesling e Veltliner.
Tra i vini rossi, in Alto Adige si producono da oltre un secolo accanto alle due varietà autoctone, Schiava e Lagrein, anche altri vitigni classici: Pinot nero, Merlot, Cabernet Sauvignon e Cabernet Franc. Le uve rosse ricoprono circa il 42% della superficie vitivinicola altoatesina.

## Varietà prodotte
- Pinot bianco
- Sauvignon
- Gewürztraminer
- Chardonnay
- Pinot Grigio
- Riesling
- Sylvaner
- Veltliner
- Kerner
- Müller-Thurgau
- Moscato
- Schiava
- Pinot nero
- Lagrein
- Merlot
- Cabernet
- Moscato rosa